# 중년의 위기 (영화)
《중년의 위기》(영어: Alice)는 미국에서 제작된 1990년 판타지 로맨틱 코미디 영화이다. 우디 앨런이 각본과 연출을 맡고, 미아 패로, 조 만테이니아 등이 출연하였으며, 로버트 그린헛 등이 제작에 참여하였다. 페데리코 펠리니의 1965년 영화 《영혼의 줄리에타》와 루이스 캐럴의 1865년 소설 "이상한 나라의 앨리스"를 느슨하게 재가공하였다.

## 줄거리
앨리스 테이트는 상류층 맨해튼 주부로, 쇼핑을 하고 미용 관리를 받으며 친구들과 수다를 떠는 것으로 하루를 보낸다. 그녀는 부유한 더그와 16년 동안 결혼 생활을 해왔으며, 유모가 키우는 두 자녀가 있다.
어느 날, 그녀는 잘생긴 재즈 음악가 조 러팔로와 짧게 마주친다. 그녀는 그에게 불가사의하게 끌림을 느끼고 이러한 감정에 대해 가톨릭 죄책감을 경험한다. 이 내적 갈등은 허리 통증으로 나타난다. 그녀는 양 박사라는 아시아 한의사에게 소개되어 최면 상태에 빠진다. 그녀는 처음에 남편에게 끌렸던 것이 사실 그의 외모와 돈이라는 피상적인 특성 때문이었다고 밝힌다. 그녀는 또한 조에 대한 자신의 감정을 드러낸다.
양 박사는 앨리스에게 고대 약초를 주어 조에 대한 그녀의 감정에 따라 행동하게 만든다. 그들은 만나기로 합의한다. 약초의 효능이 사라지자 앨리스는 자신의 행동에 경악하고 계획대로 그를 만나러 가지 않는다. 그녀가 받는 다음 약초는 그녀를 투명하게 만든다. 그녀는 조가 그의 전 부인 비키를 방문하는 것을 염탐한다. 지나치게 깐깐한 앨리스의 경악 속에서, 그들은 비키의 사무실에서 성관계를 갖는다. 앨리스는 이제 조를 만나러 가지 않은 것을 다행으로 여긴다. 그러나 다음 약초는 앨리스가 첫 번째 연인 에드의 유령과 소통할 수 있게 해주며, 에드는 그녀에게 조에 대해 더 많이 알아보라고 격려한다. 앨리스와 조는 마침내 그들의 자녀들이 "플레이 데이트"를 하는 척하며 만난다. 앨리스와 조의 만남은 점점 더 잦아진다.
조와의 관계에 대한 죄책감이 너무 커지자 앨리스는 양 박사에게 돌아간다. 파이프의 진정 성분을 흡입하며 앨리스는 양 박사의 방에서 잠이 든다. 그녀는 자신의 가톨릭적 양육에 대한 생생한 꿈을 꾼다. 그녀는 어머니를 기억한다. 그녀는 사람들을 도울 때 가장 행복했다는 것을 기억한다. 그녀는 물질주의적이고 호화로운 삶 속에서 자신의 많은 목표를 잃어버렸다는 것을 깨닫는다. 그녀는 앨리스의 우상 중 한 명인 테레사 수녀를 기리는 모금 행사에서도 이것을 깨닫는다. 모금 행사 후, 조와 앨리스는 함께 잠자리에 든다. 앨리스는 그와 사랑에 빠지고 있음을 깨닫는다.
앨리스는 남은 투명 약초를 조와 공유한다. 그녀는 두 친구가 그녀와 조에 대해 수다를 떠는 것을 듣는다. 수다는 더그에게로 옮겨가고, 그가 바람을 피우고 있었다는 것이 밝혀진다. 투명한 상태에서 앨리스는 그의 사무실 파티에 가고, 그곳에서 더그가 동료와 키스하는 것을 본다. 그녀의 투명화가 풀리고 그녀는 더그에게 그의 외도에 대해 따진다. 앨리스는 더그를 영원히 떠나기로 결정한다. 그녀는 이것을 조에게 말한다. 그러나 조는 투명한 상태에서 그녀의 치료 세션을 염탐하고 그녀가 여전히 자신에게 감정이 있다는 것을 깨달은 후 전 부인과 재회하기로 결정했다.
충격을 받은 앨리스는 도시를 떠나는 양 박사에게 간다. 그는 그녀에게 마지막 약초 한 봉지를 주며, 이것들이 강력한 사랑의 묘약을 만들 것이라고 말한다. 앨리스는 조와 더그 중 하나를 선택해야 한다. 그녀는 여동생 도로시에게 조언을 구한다. 그러나 도로시는 크리스마스 파티를 열고 있었고, 약초는 에그노그에 섞인다. 파티의 모든 남자들이 앨리스에게 홀린다. 그녀는 당황하여 도망친다.
집에서 앨리스는 더그에게 그들의 결혼 생활이 끝났다고 말한다. 그녀는 콜카타로 가서 테레사 수녀와 함께 일할 계획을 밝힌다. 더그는 앨리스가 익숙해진 사치품 없이 살 수 없을 것이라고 의심하며 비웃는다. 그러나 더그는 틀렸다는 것이 증명된다. 앨리스는 콜카타로 가서 테레사 수녀를 만난다. 뉴욕으로 돌아온 후, 그녀는 소박한 아파트로 이사하고, 아이들을 혼자 키우며, 여가 시간에 자원봉사를 한다.

## 출연
- 미아 패로
  - 레이철 마이너
- 조 만테이니아
- 윌리엄 허트
- 블라이드 대너
- 준 스퀴브
- 홀랜드 테일러
- 로빈 바틀릿
- 키 루크
- 주디 데이비스
- 앨릭 볼드윈
- 버너뎃 피터스
- 시빌 셰퍼드
- 궨 버던
- 패트릭 오닐
- 다이앤 샐린저
- 밥 밸러밴
- 캐럴라인 에런
- 엘 맥퍼슨
- 리사 마리
- 마슬린 휴고

## 기타 제작진
- 공동 제작: 조지프 하트윅, 헬렌 로빈
- 협력 제작: 제인 리드 마틴, 토머스 라일리
- 배역: 줄리엣 테일러
- 미술: 산토 로쿼스토
- 의상: 제프리 컬런드